# Baystone Bank Reservoir
Baystone Bank Reservoir er en kunstig sø i Lake District i Cumbria i England, nord for landsbyen Millom og øst for højdedraget White Combe Søen blev anlagt 1876-77 som drikkevandsreservoir. Den blev ikke   benyttet efter 1996 og har siden været anvendt til ørredfiskeri.
United Utilities, som ejede reservoiret, påbegyndte dræning af reservoiret i 2011 for at genskabe landskabet, som det så ud inden anlæggelsen. Samtidigt anerkendte virksomheden betydningen af reservoiret for dyre- og plantelivet og sørgede for passende foranstaltninger. Der voksede på bunden en sjælden art af brasenføde, som blev flyttet til lignende vækstforhold, lige som ørreder og ål blev flyttet til et fiskereservoir i Hodbarrow Naturreservat. Endelig sørgede man for at oprette en række mindre damme for at give dyrene adgang til vand.